# Kool & the Gang
Kool & the Gang là một ban nhạc Mỹ thành lập tại Jersey City, New Jersey năm 1964 do các anh em Robert "Kool" Bell và Ronald Bell, với Dennis "D.T." Thomas, Robert Mickens, Charles Smith, George Brown, and Ricky West. Họ đã trải qua nhiều thay đổi nhân sự và phong cách âm nhạc trong suốt lịch sử của họ, bao gồm nhạc jazz, soul, funk, rock và nhạc pop. Sau khi ổn định cái tên của họ sau một vài thay đổi, nhóm đã ký hợp đồng với De-Lite Records và phát hành album đầu tay của họ, Kool and the Gang (1969).
Sau ba album, ban nhạc đã thành công về thương mại với album Wild and Peaceful (1973) trong đó có mười đĩa đơn hàng đầu của Mỹ "Jungle Boogie" and "Hollywood Swinging". Họ bước vào giai đoạn thoái trào trước khi họ đạt đến một đỉnh cao thương mại giữa năm 1979 và 1986 sau sự hợp tác của họ với nhạc sĩ người Brazil Eumir Deodato và việc bổ sung ca sĩ James "J.T." Taylor vào đội hình. Album thành công nhất của họ trong giai đoạn này bao gồm Ladies' Night (1979), Celebrate! (1980), và Emergency (1984), album bán chạy nhất của họ với hai triệu bản được bán tại Hoa Kỳ và các đĩa đơn hit "Ladies' Night", đĩa đơn số 1 tại Mỹ "Celebration", "Get Down on It", "Joanna", và "Cherish". Ban nhạc tiếp tục biểu diễn trên toàn thế giới, bao gồm hỗ trợ cho Van Halen vào năm 2012 và chuyến lưu diễn kỷ niệm năm thứ 50 của họ vào năm 2014.
Kool & the Gang đã giành hàng loạt giải âm nhạc, trong đó có 2 giải Grammy, 7 giải thưởng Âm nhạc Mỹ, và vào năm 2006, họ giành Giải thưởng của Chủ tịch Hiệp hội Doanh nghiệp Âm nhạc về thành tích nghệ thuật. Năm 2018, Bells, Brown và Taylor được giới thiệu vào Đại sảnh danh vọng âm nhạc. Sự nghiệp âm nhạc của họ bao gồm 23 album phòng thu và gần 70 đĩa đơn. Họ đã bán được 7,5 triệu và 4,5 triệu album và đĩa đơn được chứng nhận RIAA ở Mỹ.